# Айиисит
Айиисит, або Айисит (якут. Айыыhыт) — загальна назва богинь-покровительок, дарувальниць дітей і приплоду домашніх тварин у якутів. У схожому сенсі часто використовується і ім'я Іейіехсіт. Айиисит входять у число верховних божеств айии. Крім того, Айиисит називають і окрему верховну богиню в якутській міфології. Вона протегує дітородіння і вагітних жінок. Айиисит — одна з богинь, на честь яких влаштовувалось свято кумису.

## Богиня Айиисит
Айиисит живе на східному небі і спускається звідти, оточена ореолом світла, у вигляді дорого одягненої літньої жінки або кобилиці. Вона з'являється при пологах, допомагає благополучно позбавитись тягаря, благословляє новонароджене дитя і покидає будинок породіллі на третій день після пологів. Айиисит людини знаходиться в стороні сходу літнього сонця.
Існує ще айиисит рогатої худоби — Ісегей айиисит, айиисит розмноження коней — Джьосьогей тойон та Кіенг Кіелі-Бали тойон, собак і лисиць — Норулуйа. Нелбей айисит є покровителькою народження дітей. Айиисит кінної худоби знаходиться в стороні сходу зимового сонця, а айиисит рогатої худоби — під землею.